# Юрген Стреппел
Юрген Стреппел (нід. Jurgen Streppel, нар. 25 червня 1969, Ворст) — нідерландський футболіст, що грав на позиції півзахисника, зокрема за «Валвейк» та «Гелмонд Спорт». По завершенні ігрової кар'єри — тренер.

## Ігрова кар'єра
У дорослому футболі дебютував 1990 року виступами за друголіговий «Гелмонд Спорт», в якій провів два сезони, взявши участь у 67 матчах чемпіонату. 
Своєю грою за цю команду привернув увагу представників команди «Валвейк» з найвищого нідерландського дивізіону, до складу якої приєднався 1992 року. Відіграв за команду з Валвейка до 1997 і більшість часу був її основним гравцем. Протягом 1993—1994 років віддавався в оренду до друголігового «Телстара».
1997 року повернувся до «Гелмонд Спорт», за який і відіграв заключні 8 сезонів ігрової кар'єри.

## Кар'єра тренера
Ще граючи за «Гелмонд Спорт» у першій половині 2000-х поєднував виступи на полі з тренуванням юнаків у системі клубу. Завершивши ігрову кар'єру, 2006 року отримав позицію у тренерському штабі його головної команди, а 2008 року став її головним тренером.
2011 року очолив команду «Віллем II», представника елітного нідерландського дивізіону. Тренував команду із Тілбурга п'ять років. 2013 року не зумів забезпечити їй збереження місця в Ередивізі, утім вже наступного року із першої ж спроби повернув «Віллем II» до еліти.
Влітку 2016 року уклав дворічний контракт із «Геренвен», по завершення якого влітку 2018 команду залишив.
Протягом 2018–2019 років тренував кіпрський «Анортосіс» та еміратську «Аль-Джазіру». Згодом повернувся на батьківщину, де протягом 2020–2022 років тренував «Роду» (Керкраде), після чого повернувся до рідного «Гелмонд Спорт», де обійняв посаду технічного директора.